# Jeppeite
La jeppeite è un minerale.